# Веселе (Джанкойський район)
Весе́ле (крим. Vesele) — село Джанкойського району Автономної Республіки Крим. Населення становить 278 осіб. Орган місцевого самоврядування — Яркополенська сільська рада. Розташоване на півдні району.

## Географія
Веселе — село на півдні району, у степовому Криму, висота над рівнем моря — 37 м. Сусідні села: Ярке Поле за 2 км на північ та Вільне за 2,2 км на південь. Відстань до райцентру — близько 12 кілометрів, найближча залізнична станція — Відрадна — близько 3 км.

## Історія
Судячи за доступними історичними документами, село Весела (записано саме так) виникло на початку 1920-х років, оскільки вперше зустрічається в  Списку населених пунктів Кримської АРСР за Всесоюзним переписом ві 17 грудня 1926 року, згідно з яким село входило до складу Німецько-Джанкойської сільради Джанкойського району . Після утворення в 1935 році Тельманського району село, разом з сільрадою (яка до того часу називався вже просто Джанкойська) включили до його складу. 1 січня 1965 року, указом Президії ВР УРСР «Про внесення змін до адміністративного районування УРСР — по Кримській області», Веселе знову включили до складу Джанкойського району .